# Camisa Listrada (canção)
Camisa Listrada é um samba-choro escrito por Assis Valente e gravado pela cantora Carmen Miranda em 1937. É a sua quarta canção mais executada nos últimos cinco anos (julho de 2010 a março de 2015) nos segmentos de rádio, música ao vivo, casas de festas, casas de diversão e sonorização ambiental, de acordo com o ECAD, escritório responsável pela arrecadação e distribuição dos direitos autorais.

## Lançamento
"Camisa Listada" (como foi grafada no original) foi lançada como lado B de "Fon-fon", gravada em dupla com Dircinha Batista, mas não obteve sucesso. A canção concorreu com "Eu Dei", também gravada por Carmen Miranda, como um dos grandes sucessos do carnaval de 1938.

## Regravações
O famoso samba foi regravado por conhecidos artistas da música brasileira atual, como Maria Bethânia, Elza Soares, Ademilde Fonseca, Ná Ozzetti, Bebel Gilberto e Vanessa da Mata.